# وزیرلشکر
وزیرلشکر از مناصب نظامی عصر قاجار است.
وزیرلشکر منصبی معادل وزیر جنگ بود که در سال ۱۲۲۱ هجری قمری توسط فتحعلی شاه ایجاد شد. تا پیش از این «لشکرنویس دیوان اعلی» که در دوره قاجاریه با عنوان لشکرنویس باشی شناخته می‌شود، بالاترین مقام اداری سپاه به‌شمار می‌آمد و مسئول امور مالی و اداری سپاه بود. برخلاف لشکرنویس، وزیرلشکر از مستوفی‌الممالک پیروی نمی‌کرد و به همراه این مقام و منشی‌الممالک از وزرای سه‌گانه‌ای بود که زیر نظر صدراعظم کار می‌کردند.
نام بعضی از وزیرلشکرهای عصر قاجار از این قرار است:
- میرزا هدایت‌الله تفرشی (از ۱۲۲۶ قمری)[۱]
- میرزا اسدالله نوری
- میرزا آقاخان نوری (بار اول)
- از ۱۲۵۰ تا ۱۲۵۱ قمری ظاهراً توسط صدر اعظم وقت قائم مقام فراهانی اداره می‌شده‌است.[۱]
- میرزا آقاخان نوری (بار دوم)
- میرزا فتح‌الله نوری (برادر میرزا آقاخان)
- میرزا آقاخان نوری (بار سوم از ۱۲۶۴ قمری)[۱]
- میرزا عنایت‌الله امین‌لشکر (۱۲۷۱ – ۱۲۷۳ قمری)[۲]
- میرزا داوود نوری (پسر میرزا آقاخان) (۱۲۷۳ – ۱۲۷۵ قمری)
- میرزا هدایت‌الله وزیر دفتر (۱۲۷۵ – ۱۲۸۹ قمری)
- میرزا موسی آشتیانی (۱۲۸۹–۱۲۹۸ قمری)
- میرزا کاظم خان نظام‌الملک (پسر میرزا آقاخان) (۱۲۹۸ – ۱۳۰۷ قمری)
- عبدالوهاب خان نظام‌الملک (پسر میرزا کاظم)
- میرزا نصرالله مشیرالدوله (تا ۱۳۱۷ قمری)[۳]
- میرزا محمدعلی خان قوام‌الدوله (۱۳۱۷ –؟ قمری)[۴]
- میرزا محمودخان مدیرالدوله (۱۳۲۱–۱۳۲۲ قمری)[۵][۶]
- میرزا محمدعلی خان قوام‌الدوله (۱۳۲۲ −؟ قمری، بار دوم)[۶]
- میرزا محمدتقی دبیرالدوله، وزیرلشکر در کابینه نصرالله مشیرالدوله